# Ripoux contre ripoux
Ripoux contre ripoux è un film del 1990 diretto da Claude Zidi.
Si tratta del sequel del film Il commissadro (Les ripoux), diretto dallo stesso regista Claude Zidi e uscito nel 1984.